# Вальтер Бругманн
Вальтер Вільгельм Бругманн (нім. Walter Wilhelm Brugmann; 2 квітня 1887, Лейпциг — 26 травня 1944) — німецький архітектор, доктор інеженерних наук, професор (1937). Кавалер Лицарського хреста Хреста Воєнних заслуг з мечами.

## Біографія
Син мовознавця професора Карла Бругманна. Після закінчення середньої школи навчався у Вищих технічних училищах Карлсруе, Берліна і Данцига. З 1912 року — приватний архітектор в Лейпцигу. Учасник Першої світової війни, офіцер піхотного полку. В 1919 році у складі фрайкору брав участь у боях з комуністами в Прибалтиці. З 1920 року — член муніципальної служби Штаргарда. З осені 1922 року — у вищому будівельному управлінні Нюрнберга, з 1925 (за іншими даними — 1928) року — начальник управління. З 1928 (за іншими даними — 1933) по 1940 рік — член будівельної ради і консультант з будівництва в Нюрнберзі. В 1933 році вступив у НСДАП (партійний квиток №3 181 417). В тому ж році став референтом і співробітником Альберта Шпеера. Брав участь у проектуванні та будівництві території для з'їздів НСДАП в Нюрнберзі. З 1937 року — начальник головного відділу загального будівельного управління генерального будівельного інспектора імперської столиці Шпеера. З 1940 року — генеральний будівельний керівник реконструкції Берліну. В тому ж році Фріц Тодт призначив Бругманна керівником програми ППО. З 1941 року — начальник будівельного штабу Шпеера. З 1942 року — керівник оперативної групи Організації Тодта «Південна Росія». 26 травня 1944 року потрапив у авіакатастрофу в Карпатах (можливо, внаслідок ворожого вогню) і загинув.

## Нагороди
Отримав численні нагороди, серед яких
- Почесний хрест ветерана війни з мечами
- Хрест Воєнних заслуг 2-го і 1-го класу з мечами і без мечів
- Лицарський хрест Хреста Воєнних заслуг
  - з мечами (14 травня 1943) — представлений Альбертом Шпеером; хрест вручений 20 червня.
  - без мечів (6 червня 1944) — нагороджений посмертно.